# Zabytki w Bielawie
Zabytki Bielawy – zabytki, które znajdują się na terenie miasta Bielawy.

## Kościoły

### Kościół pw. Wniebowzięcia Najświętszej Maryi Panny

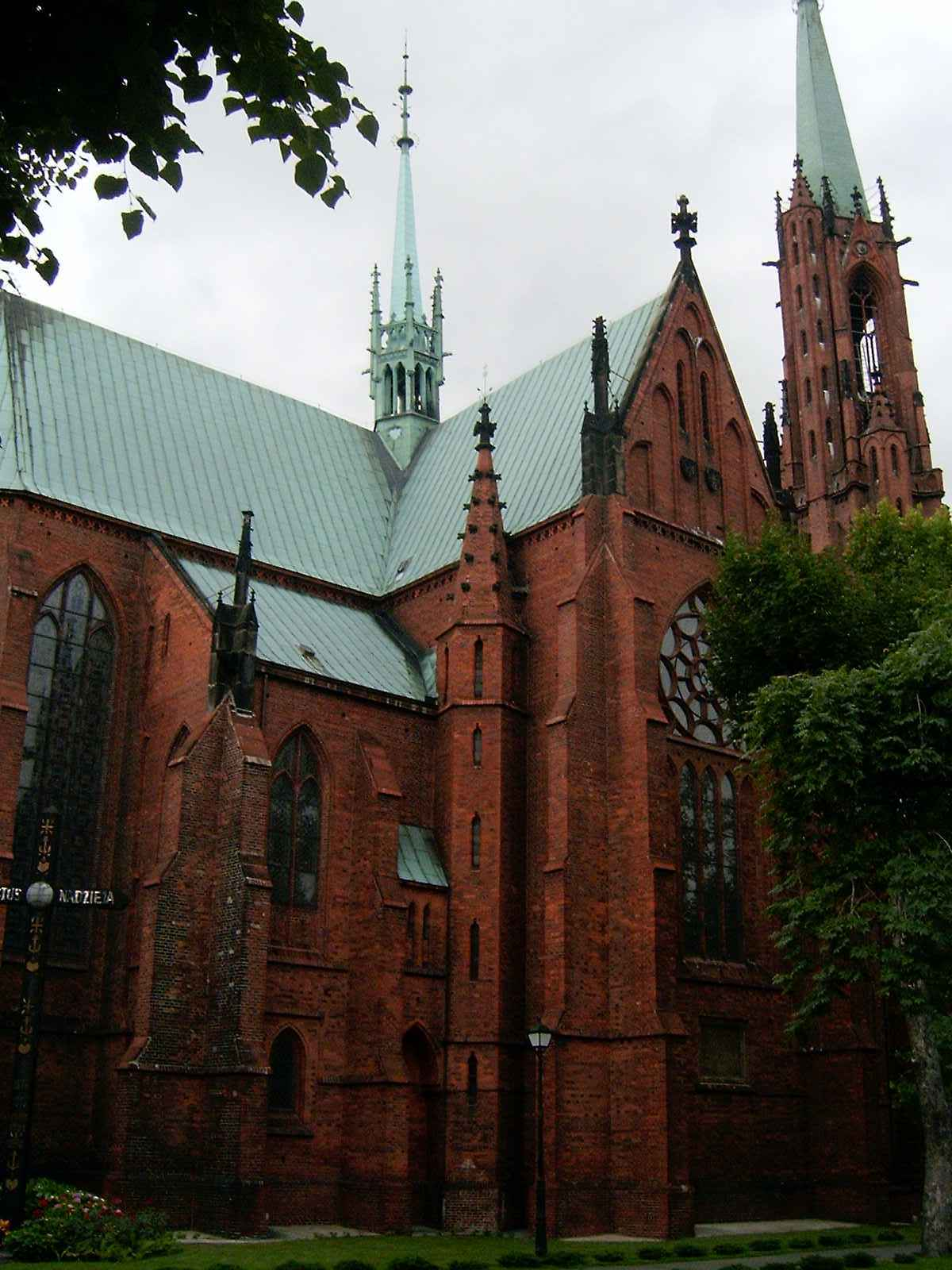
Kościół pw. Wniebowzięcia Najświętszej Maryi Panny w Bielawie

Masywna, neogotycka świątynia otwarta 15 listopada 1876 jako Maria Himmelfahrt Kirche, wzniesiona według projektu Alexisa Langera. Elewacje z czerwonej cegły licowej; 101-metrowa, strzelista wieża zbudowana nad głównym wejściem od wschodu stanowi dziś 7. co do wielkości wieżę kościelną w Polsce. Na szczycie wieży znajduje się dzwon i zegar. W środku znajdowały się trzy ołtarze, obecnie pozostał tylko jeden z figurą Matki Boskiej. W murze okalającym kościół znajduje się jeden z dwóch krzyży pokutnych. Właścicielem kościoła jest parafia. 
Obecny kościół wzniesiony został na miejscu znacznie mniejszej świątyni, rozebranej w 1866. Informacje o kościele pochodzą z 1288, ale dopiero w 1519 została zbudowana wieża kościelna, której hełm kryty był blachą. 

### Kościół pw. Bożego Ciała
Wzniesiony jako kościół ewangelicki o skromnych, barokowych formach w 1743. Rozbudowany o smukłą, klasycystyczną wieżę z zegarem nad głównym wejściem od strony północnej w 1843. W latach 1878–1880 cały budynek gruntownie przebudowany w stylu neoromańskim. Po całkowitym wysiedleniu ludności niemieckiej zamknięty 1952, w 1972 przekazany parafii katolickiej.
Murowany, na planie zbliżonym do krzyża greckiego. Elewacje tynkowane z licznymi, ozdobnymi elementami ceramicznymi. We wnętrzu zachowały się drewniane empory i strop.

### Kościół pw. Świętego Ducha
Modernistyczny budynek łączący funkcje kościoła i sierocińca, wzniesiony 1928–1929 pod nazwą Heilige Geist Kirche. Otwarty 7 października 1929. Projektantem i wykonawcą budowli był bielawski przedsiębiorca Werler. Świątynia posiada niewielką wieżę z dzwonem. Jest to najmniejszy kościół z trzech istniejących w Bielawie.

## Budynki

### Dwór obronny
Budynek wzniesiony w 1598 dla braci Wolfa i Henricha Seidlitz von Schönefeld w stylu późnorenesansowym. W końcu l. 30. XVIII uległ pożarowi, wkrótce odbudowany. Przebudowany w 1878. Cechy stylistyczne budynku uległy zatarciu, zachował się jednak jego pierwotny, obronny charakter przestrzenny czworoboku z zamkniętym dziedzińcem i okrągłą basztą. Wielokrotne przebudowy wnętrza budynku i amatorskie działania stylistyczne, doprowadziły ostatecznie do zniszczenia bezcennych ornamentów sal i korytarzy. Obecnie placówka oświatowa.
Dwór znajdował się w posiadaniu gałęzi rodzin von Seidlitz i von Sandretzky. W 1930 przejęty przez miasto.

## Pomniki

### Pomnik Sowy

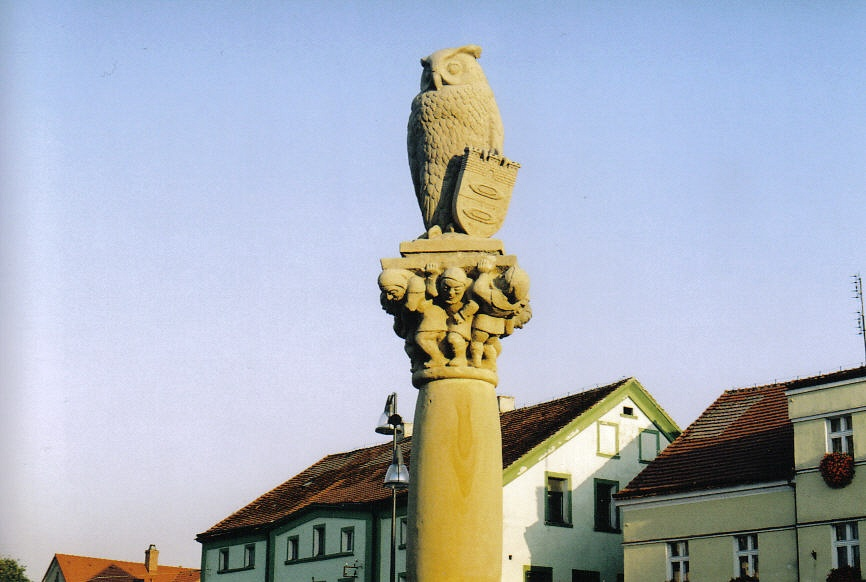
Pomnik Sowy

Pomnik sowy położony jest w centrum Bielawy na placu Wolności. Pomnik leży jest na 5-metrowym słupie zbudowanym z kamienia, na słupie znajduje się 8 figurek ludzi trzymających sowę. Sowa z lewej strony trzyma herb Bielawy. Cały pomnik zbudowany jest z kamienia. Sowa jest też symbolem miasta Bielawy.

### Krzyże pokutne
Krzyże pokutne – ustawiano je za karę jako pokutę w miejscu popełnienia zbrodni. Na krzyżach widnieją wizerunki przedmiotów którymi została popełniona zbrodnia takimi jak miecz, nóż, topór. Krzyże zostały ustawione w XV wieku. W mieście znajdują się dwa krzyże, jeden w murze okalającym kościół pw. Wniebowzięcia Najświętszej Maryi Panny i drugi na ulicy Waryńskiego.